# 須影村
須影村（すかげむら）は埼玉県の北東部、北埼玉郡に属していた村。

## 地理
- 河川 - 会の川

## 歴史
- 1889年（明治22年）4月1日 町村制施行により、須影村、下川崎村、上川崎村、砂山村、加羽ヶ崎村、秀安村、下羽生村が合併し北埼玉郡須影村が成立する。
- 1954年（昭和29年）9月1日 羽生町、新郷村、岩瀬村、川俣村、井泉村、手子林村と合併し羽生市となる。